# Мајнхард Михаел Мозер
Мајнхард Михаел Мозер (Инзбрук, 13. март 1924 — Инзбрук, 30. септембар 2002) био је аустријски миколог. Његов се рад углавном односи на таксономију, хемију и токсичност гљива са ламелама (Agaricales), посебно рода Cortinarius, као и на екологију односа ектомикоризе. Његови доприноси серији миколошких водича Kleine Kryptogamenflora von Mitteleuropa добро су прихваћени и широко коришћени. Конкретно, његово дело Blätter - und Bauchpilze (Agaricales und Gastromycetes) из 1953. године, које је постало позната једноставно као Мозер, имало је неколико издања на оригиналном немачком и у преводу. Остала важна дела укључују монографију из 1960. године о роду Phlegmacium (који се данас сматра делом рода Cortinarius) и истраживање из 1975. о члановима родова Cortinarius, Dermocybe и Stephanopus у Јужној Америци, чији је коаутор заједно са микологом Егоном Хораком.
Након што је у младости показао интересовање за природне науке, Мозер је студирао на Универзитету у Инзбруку. Његова универзитетска каријера, међутим, почела је током Другог светског рата, а убрзо га је прекинула војна служба. Стациониран као преводилац у источној Европи, био је заробљен и смештен у логор ратних заробљеника. Ослобођен је 1948. године, након чега се вратио у Инзбрук како би завршио студије. Након што је 1950. одбранио докторат, Мозер је шест месеци радио у Енглеској, истражујући симбиотске односе између биљака и гљива. По повратку у Аустрију придружио се Федералном истраживачком заводу за шумарство, где је остао до 1968. године, спроводећи утицајна истраживања употребе микоризних гљива у пошумљавању. На Универзитету у Инзбруку почео је да предаје 1956. године, а 1972. постао шеф новооснованог Института за микробиологију у Аустрији. На Институту је остао све до свог пензионисања 1991. године, а наставио је да се бави научним студијама све до смрти 2002. године. Мозер је био утицајни миколог који је описао око 500 нових таксона, а током свог живота добио је бројне награде и у његову част су именоване бројни таксони гљива.

## Живот и каријера

### Детињство, младост, универзитет и војна служба
Мајнхард Михаел Мозер је рођен 13. марта 1924. године у Инзбруку у Аустрији, од мајке Маргарете и оца Јозефа Мозера. Отац му је био учитељ на техничком факултету у граду, док је његова мајка била ћерка ботаничара Емила Јохана Ламберта Хајнрихера. Мозер је похађао основну школу и гимназију у родном граду. Деда Хајрихер је у Мозеру усадио интересовање за природне науке још од малих ногу. Мозерове најстарије слике гљива датирају из 1935. године, када је имао свега 11 година.
Године 1942. Мозер је уписао Универзитет у Инзбруку где је слушао ботанику, зоологију, геологију, физику и хемију. Аустрија је у то време била под контролом нацистичке Немачке и није постојала као независна држава. Мзер је постао „овлашћени контролор гљива и инструктор”, а заузврат је био упућен да присуствује миколошким семинарима широм Немачке и Аустрије. На тим семинарима сусрео се са угледним миколозима, укључујући Ернста Тиринга, који је Мозера упознао са великим родом Cortinarius и његовим научним изазовима, што је остало Мозерово интересовање до краја живота.
Идуће, 1943. године, са 19 година и након само три семестра у Инзбруку, његово образовање прекинула је војна служба. Показавши раније таленат са језицима, обучаван је за преводиоца, а затим је послат на Балканско полуострво. И даље се активно интересовао за микологију, прикупљање и идентификацију гљива и читао је Agaricales у модерној таксономији Ролфа Сингера.
Током 1945. године, када је Мозер имао 21 годину и још увек је служио војну службу, совјетски војници су га заробили у Чехословачкој и начинили га ратним заробљеником. Затворен је у радном логору на Криму, у Украјини. Док је био затвореник, био је укључен у обнављање Института за биологију јужних мора у Севастопољу. Радећи на грађевини у логору, морао је да ради до својих физичких граница издржљивости и био је умешан у озбиљан судар у којем је погинуло неколико других затвореника. Мозер је ослобођен 1948, и одлучио се вратити на студије на Универзитет у Инзбруку. Његова прва публикација изашла је 1949; Масовно оплођење облика рода `Morchella` у шумским подручјима објављена је у часопису Sydowia. Идуће, 1950. године, под надзором ботаничара Артура Писека, Мозер је завршио докторску тезу на тему Водена екологија код виших гљива, са посебним нагласком на шумско-пожарна подручја. За време боравка на универзитету, постао је члан Миколошког друштва Француске и Британског миколошког друштва. Након спријатељавања са угледним немачким миколозима током рата, желео је да поново успостави академске односе широм Европе у годинама после решавања сукоба.

### Енглеска и Федерални институт за шумарска истраживања
Због квалитета свог докторског рада, Мозер је добио грант Британског савета и 1951. године се преселио у Енглеску, где је остао шест месеци. Док је био у иностранству, вршио је истраживања у лабораторији шумарског научника Џека Харлија у Оксфорду, сагледавајући симбиозу гљива и шумског дрвећа, а неко време је спроводио таксономске студије у Краљевским ботаничким вртовима. Године 1952, по повратку у Аустрију, понуђено му је место на Федералном институту за истраживање шума у Имсту, што је и прихватио. Тамо је применио оно што је научио о симбиози гљива и дрвећа на практичну проблематику пошумљавања у Алпима и развио методу за употребу ектомикоризних гљива за „инокулацију” дрвећа, која је касније постала стандардна пракса широм света. Мозер је остао у Институту све до 1968. године.
Мозер је наставио своје таксономске студије док је био у Федералном институту. Године 1953. објавио је прво издање Die Blätter und Bauchpilze (Agaricales und Gastromycetes), монографију која се бави гастероидним и гљивама са ламелама из централне Европе. У књизи је наведено 3.150 таксона. Служила је као надоградња књиге из 1918. Приручник за ловце на гљиве миколога Адалберта Рикена, иако одражава Мозерове таксономске погледе, који су били под великим утицајем Сингера. Књига је била део серије Мали криптогами централне Европе, коју је уредио ботаничар Хелмут Гамс. Дело, које је постало познато само као Мозер, ажурирано је и објављено више пута током наредних деценија, и преведено је на италијански и енглески језик од стране природњака Роџера Филиса. Неке касније верзије књиге имале су другачији фокус. Миколог Рене Померло описао је издање из 1967. године, Röhrlinge und Blätterpilze, са описима 2.547 врста, као „вероватно најпотпунији и најсавременији опис флоре ове групе гљива за средњу Европу”. Дело Die Blätter und Bauchpilze постало је важно за проучавање биолошке разноликости у Европи и ван ње, а Сингер је ову књигу назвао „много коришћеним и цењеним теренским приручником”. Рад је и даље наставио да се користи као стандардна референца наредних неколико деценија; 1981. године је још увек, према речима миколога Ричарда П. Корфа, био „најчешће коришћен и најауторитативнији приручник о великим европским меснатим гљивама”.

### Универзитет у Инзбруку
Године 1956, док је још био истраживач на Институту, Мозер је постао доцент и почео да предаје микробиологију на Универзитету у Инзбруку, а наставио је да објављује радове док је предавао. Његова монографија Die Gattung Phlegmacium (Schleimköpfe) односила се на Phlegmacium, који се у то време сматрао родом гљива, али се сада сматра делом Cortinarius, објављена је 1960. као део серијала Гљиве централне Европе. За разлику од претходне три књиге у овом серијалу, које су све написали немачки аутори, дело се односило на гљиве које су мање занимале аматерске микологе; на пример, за Phlegmacium се није сматрало да садржи значајне јестиве врсте. Књига се ослањала на Мозерову експертизу о микоризним везама. На списку је било 166 врста, укључујући неке „егзотичне” таксоне. Неке од набројаних врста први пут су описане у тој монографији. Илустрације, које су дошле у облику обојених плочица, углавном су Мозерово сопствено дело; Сингер их је описао у рецензији књиге као „једне од најбољих које су досад објављене, како у оригиналном извођењу, тако и у репродукцији”. Говорећи о књизи у целини, Сингер је рекао да би издање, „изванредно по добром штампању, атрактивном изгледу и занимљивим садржајима, требало да буде присутно у свакој миколошкој библиотеци”.
Мозер је 1963. године објавио друго дело у Kleine Kryptogamenflora von Mitteleuropa под називом Ascomyceten (Schlauchpilze). Овај рад је био монографија о гљивама мешинаркама (Ascomycota), усредсређена на класу Discomycetes. Иако није тако позната као његова ранија књига, била је добро прихваћена у миколошкој заједници. Корф је, рецензирајући рад за часопис Mycologia, рекао да „књига треба да се нађе на полици сваке миколошке библиотеке у Европи”, хвалећи „одличне, погодне кључеве за редове, породице, родове и европске врсте”. Корф је написао да „ако би могла да се утврди макар једна грешка, онда би то сигурно било због недостатка документације”. Међутим, комбинација недостатка времена и Мозеровог компаративног недостатка експертизе у области мешинарки спречила су накнадна издања дела.
Мозер је унапређен у ванредног професора 1964. године. Две године касније, Природно-математички факултет Универзитета у Инзбруку препоручио је да се оформи катедра за микробиологију на Ботаничком институту у Инзбруку. Савезно министарство образовања прихватило је препоруку. Мозер је био једини кандидат за ту функцију и једногласно су га именовали бројни водећи европски ботаничари и миколози за ту функцију 1967. године. Следеће године је Мозер унапређен у редовног професора.
Као председник Аустријског миколошког друштва од 1970. године, Мозер је заузео ту функцију после смрти претходног носиоца, миколога Курта Ловага, који је пак ту функцију преузео после смрти Тиринга раније те године. Мозер је не месту председника друштва био 21 годину. Потом је, 1972. године, постао шеф новооснованог Института за микробиологију у Инзбруку, првог те врсте у Аустрији. До пензије је остао на челу Института. Предавао је широк спектар предмета, укључујући таксономију гљива, екологију гљива, микогеографију, бактериологију, вирологију, хемотаксономију, молекуларну генетику, микробну токсикологију, имунологију и симбиозу. Током каријере на универзитету надгледао је преко 60 докторских дисертација, поред дипломских радова.
Дело Cortinarius Fr. и њему блиски родови у Јужној Америци објављено је 1975. Мозер је био коаутор рада заједно са микологом Егоном Хораком, а посвећен је Сингеру. Била је то студија јужноамеричког Cortinarius, Stephanopus — рода описаног у овом раду први пут —  и таксону Dermocybe, садржавајући описе 276 нових врста. Упоредо са његовом ранијом монографијом о Phlegmacium, показало се да је то једно од Мозерових најважнијих дела које је послужило као подстицај другим миколозима за рад на роду Cortinarius. Миколог Александер Х. Смит нагласио је значај овог дела, рекавши да „свако ко није радио на систематици рода Cortinarius не може у потпуности да цени величину и важност овог дела за општи предмет дистрибуције и спецификације виших гљива”.
Године 1983, у знак признања поводом његовом предстојећег 60. рођендана, у часопису Sydowia објављен је чланак посвећен Мозеру. Дело које су написали микробиолог Франц Шинер, миколог Зуно Фирер-Зиогас и Хорак, садржао је детаљну Мозерову биографију и потпуну библиографију састављену од 116 истраживачких публикација чији је он био аутор или коаутор између 1949. и 1983. године. Пишући с Валтером Јулихом, Мозер је 1985. објавио први том серије књига Атлас у боји гљива спачарки (Farbatlas der Basidiomyzeten), представљајући примерке различитих врста из раздела Basidiomycota. До Мозерове смрти објављено је 19 томова; неки постхумно објављени томови су такође наводили Мозера као једног од аутора.

### Пензионисање и смрт
Мозер се 1991. године повукао са свог професорског положаја како би избегао административно оптерећење и усредсредио се на своје истраживање о роду Cortinarius  и сродним родовима. Након одласка у пензију наставио је жестоко да ради, обично започињући у 5 сати ујутро. Године 1992. истраживао је присуство Agaricales у планинама Крима, идентификујући око 70 врста које дотад нису биле документоване (или су биле веома ретке) у региону, укључујући неке нове за науку. У Мозерову част је 1995. године објављен фестшрифт као додатак издању часописа Sydowia. Садржао је чланак о самом Мозеру и 16 миколошких чланака посвећених њему за његов 70. рођендан.
Мозер је умро 30. септембра 2002. године. Био је присутан на 7. међународном миколошком конгресу Међународног миколошког удружења одржаном у Ослу од 11. до 17. августа, на којем је наведен као аутор или коаутор за четири одвојена предавања. По повратку кући доживео је низ срчаних удара. Примљен је у болницу, али му се стање брзо погоршало, што је резултирало његовом смрћу. Умрлице су објављене у различитим академским часописима, укључујући Mycological Progress, Mycological Research, Sydowia, Österreichische Zeitschrift für Pilzkunde и Berichte des Naturwissenschaftlichen-medizinischen Verein Innsbruck. Хорак и колеге су у једном од њих написали да Мозерова смрт представља „незаменљив губитак међународној заједници миколошке науке”, а у другом да је „миколошки свет изгубио једног од својих стубова таксономије за стапчарке и болетовке. Његови бивши студенти, асистенти и сарадници микробиолошког института на Универзитету у Инзбруку, његове колеге из миколошке заједнице широм света и његови бројни пријатељи дубоко ће жалити због губитка угледног истраживача, учитеља, вође и ментора.” У краткој читуљи, као део свог извештаја са Осмог међународног симпозијума о арктичко-алпској микологији, миколози Кати Крипс и Џо Амирати, назвали су Мозера „џентлменом научником” који нас је „мирно водио кроз тундру и низ многе дихотомне стазе”.

## Истраживачки рад
Током своје каријере Мозер је прикупио више од 25.000 миколошких узорака. Први је описао око 420 врста рода Cortinarius и око 80 других врста, укључујући стапчарке и болетовке. Описао је три нова рода: Singeromyces (1966), Stephanopus (1975) и Anamika (2002). Велики део његовог истраживања односио се на Agaricales — укључујући класичну морфотаксономију и хемотаксономију реда, као и токсичност хемијских састојака чланова реда — мада је касније кључна истраживачка брига била екологија ектомикоризне симбиозе.
У раним деценијама своје каријере Мозер је тежио да разјасни таксономски идентитет европских гљива прикупљањем узорака који ће се описати као неотипови на локалитетима које је проучавао миколог Елијас Магнус Фрис, али то више није било потребно након промена номенклатуралних правила 1981. године. Међу Agaricales, Мозерово интересовање било је превасходно за сложен род Cortinarius. Објавио је бројне радове који су били обимни на нивоу целих књига на тему таксона из рода Cortinarius које су пронађене у Европи и, у сарадњи са Хораком, Јужној Америци. Мозер је, радећи са Амиратијем, допринео истраживању рода у Северној Америци, а такође је испитао азијске и аустралијске таксоне. Посебно се интересовао за арктичко-алпска станишта и документовао је, сликао и објављивао у својим колекцијама на овим и другим локацијама широм света. Мозер је у почетку сумњао у корисност молекуларне филогенетске анализе Agaricales, али је касније допринео истраживањима у овој области.
Гљиве из рода Cortinarius су често врло шарене. Мозер је рано напредовао у проучавању пигмената у овим гљивама, надајући се да ће пронаћи критеријуме за раздвајање таксона, а неки од његових докторанада које је менторисао су их детаљно проучавали. У сарадњи са биохемичарима, произвео је важан рад о биосинтези пигмената. Мозер се такође интересовао за токсичност групе Agaricales и са својим ученицима се бавио истраживањем токсина ореланина.
Мозеров рад на ектомикоризним везама, иако непознат многим истраживачима који су били упознати са његовим таксономским радом, био је значајан због његове фокусираности на гљивичне партнере у вези. Учествовао је у великој количини истраживања шуме у прелазној зони између субалпских и алпских станишта. Његови објављени резултати обухватали су опис нових таксона. Године 1960. Сингер је Мозера назвао „једним од пионира истраживања микоризе, и основног и примењеног”.

## Приватан живот
На крају свог живота Мозер је живео у селу Вил, близу Инзбрука. Мозер је био релативно резервисан и формалан у јавности и на догађајима. Кад је био међу пријатељима и колегама у опуштеном окружењу, био је много отворенији, показујући духовитост и добар смисао за хумор. Био је посвећен и миколошким истраживањима и миколошком образовању, и течно је говорио на неколико језика, попут — поред свог матерњег немачког — руског и шведског. Био је познат као интелектуалац и страствени читалац, са интересовањима за ликовну уметност, класичну музику, књижевност, истраживање, географију и ботанику. Осим што је читао и шетао, уживао је у скупљању маркица и узгоју биљака из семена које је сакупљао на својим истраживачким путовањима. Био је вешт кувар, често је стварао јела на бази гљива за госте, мада је једном приликом отрован током „гастрономских експеримената” у којима је користио печурке из рода Agaricus као и врсту Phaeolepiota aurea. Такође је био познат по томе што је правио шнапс од лисичарки, пијући га са ученицима и деливши свој рецепт с колегама.

## Признање
Мозер је добио велики број награда током своје каријере, укључујући Клузијусову медаљу Мађарског миколошког друштва (Будимпешта, 1978) и награду Kardinal-Innitzer-Preis бечке надбискупије (Беч, 1985). Године 1986. постао је члан Аустријске академије наука. Након што је већ изабран за почасног члана Украјинског ботаничког друштва, постао је страни члан Украјинске академије наука 1992. године, поставши први миколог који је изабран за то звање. Добио је међународна признања од већег броја миколошких друштава, укључујући почасно чланство Миколошког друштва Америке 1987. и стогодишње чланство Британског миколошког друштва 1996. године. Такође је 1984. добио почасну титулу доктора на Универзитету у Лиону, а 1990. добио је почасно држављанство града Борго Вал ди Таро у Италији.
Родови Moserella (Pöder & Scheuer 1994) и Chromosera (Redhead, Ammirati & Norvell 1995) именовани су у Мозерову част, као и врсте Pyxidiophora moseri ((T. Majewski & J. Wisn.) N. Lundq. 1980), Conocybe moseri (Watling 1980), Cortinarius moseri ((E. Horak) E. Horak 2001), Cortinarius moserianus (Bohus 1970), Cortinarius meinhardii (Bon 1986), Entoloma moserianum (Noordel. 1983), Gerronema moseri (Singer 1983), Gymnopus moseri (Antonín & Noordel. 1997), Hebeloma moseri (Singer 1969), Hydropus moserianus (Bas 1983), Hygrocybe moseri (Bon 1976), Lactarius moseri (Harmaja 1985), Hilberina moseri ((O. Hilber) Huhndorf & A.N. Mill. 2014), Leucoagaricus moseri ((Wasser) Wasser 1978), Peziza moseri (Aviz.-Hersh. & Nemlich 1974), Phaeocollybia moseri (Bandala & Guzmán 1996), Psathyrella moseri (Singer 1969), Psilocybe moseri (Guzmán 1995), Thaxteriola moseri (T. Majewsky & J. Wisn. 1978), Tricholoma moseri (Singer 1989), Tricholoma moserianum (Bon 1990), Tubaria moseri (Raithelh. 1974) и Wardomyces moseri (W. Gams 1995).